# Тагзиркент
Тагзиркент — село в Левашинском районе Дагестана. Входит в состав сельского поселения Сельсовет Эбдалаянский.

## География
Расположено в 8 км к юго-востоку от районного центра села Леваши, примыкает к восточной окраине села Сусакент.

## История
Образовано в январе 2018 года Постановлением НС РД № 432 от 25.01.2018 г. Официальное наименование вновь образованному селу присвоено Решением правительства РФ в октябре 2018 г.
Этот населённый пункт существовал ранее и отмечен с различной вариацией названия на топографических картах 1926 (Тагзыр-Кенд), 1942 (Тазгар-Кент) и 1985 (Тазиркент) годов.
По данным на 1895 год селение Тагзыр-Кент 64 дымов, входило в состав Эбдал-Аяского сельского общества Даргинского округа Дагестанской области.

## Население
| 1888 | 1895 | 1926 | 1939 | 1970 | 1989 | 2021 |
| ---- | ---- | ---- | ---- | ---- | ---- | ---- |
| 275  | ↗281 | ↘161 | ↗172 | ↘75  | ↗111 | ↗217 |

По данным администрации сельского поселения в начале 2018 г. в селе проживало 235 человек в 34 домостроениях.

## Этимология
Окончание кент происходит из даргинского кунт — это элемент, придающий просто собирательный смысл — жители селения (Лаваша-кунт — жители села Леваши). Впоследствии даргинское кунт в официальных документах превратилось в тюркское кент («село») из-за тесных связей русских с кумыками, от которых они усваивали многие названия.

## Инфраструктура
На 2018 г. в селе располагались школа на 90 мест и фельдшерско-акушерский пункт.